# Dorit Shavit
Dorit Shavit (em hebraico: דורית שביט; nascida em 13 de março de 1949 em Jerusalém) foi a primeira mulher a ser embaixadora de Israel na Argentina, de 2011 a 2016.
De 1994 a 1999, foi Cônsul Geral em São Paulo.
Ela nunca teve a intenção de trabalhar para o Ministério das Relações Externas, tendo estudado Estudos Islâmicos na Universidade Hebraica. No entanto, após a Guerra do Yom Kippur e as recomendações feitas pela Comissão Agranat, "ela foi recrutada pelo seu conhecimento da cultura árabe".
Os pais de Shavit emigraram da Alemanha para a Palestina. A sua mãe chegou em 1922 com sua família, já o seu pai chegou em 1936 para trabalhar num kibutz.